# Aaron Zigman
Aaron Zigman (San Diego, 25 agosto 1963) è un compositore, musicista, cantautore e produttore discografico statunitense.

## Biografia
Nativo di San Diego, già dall'età di sei anni studia pianoforte con l'appoggio della madre, una pianista ed arpista. Effettua gli studi presso l'Università della California, Los Angeles, durante il terzo anno firma un contratto di quattro anni come cantautore per la Almo Irving, scrivendo brani per diversi artisti tra cui Carly Simon. Nel 1983 continua la sua formazione studiando con suo cugino George Bassman, che orchestrò Il mago di Oz e Il postino suona sempre due volte, inoltre è stato arrangiatore musicale per artisti come Lena Horne e Benny Goodman.
Verso la metà degli anni ottanta inizia a farsi un nome come musicista e produttore, acquistando notorietà come autore di Crush on You portata al successo nel 1986 dai The Jets. Nel corso degli anni ha lavorato come produttore ed arrangiatore per Aretha Franklin e Natalie Cole, inoltre ha lavorato per i più noti artisti della scena musicale: Ray Charles, Phil Collins, Dionne Warwick, Tina Turner, Seal, Huey Lewis, Patti LaBelle, Chicago, Christina Aguilera e molti altri.
Tra la fine degli anni ottanta e l'inizio degli anni novanta inizia la sua esperienza con il cinema, lavorando per le colonne sonore di film come Mulan, Piume di struzzo, Pocahontas e Tina - What's Love Got to Do with It.
Un suo poema sinfonico di 35 minuti intitolato Rabin, tributo a Itzhak Rabin, che è stato eseguito dalla Los Angeles Jewish Symphony, desta l'attenzione del regista Nick Cassavetes, che gli offre la grande opportunità di comporre interamente le musiche per suo film del 2001 John Q. Dal quel momento inizia una prolifica collaborazione tra Zigman e Cassavetes, anche nei successivi film Le pagine della nostra vita, Alpha Dog e La custode di mia sorella.
Tra gli altri lavori di Zigman come compositore cinematografico, vi sono le musiche per pellicole danzerecce come Ti va di ballare?, Step Up e il seguito Step Up 2 - La strada per il successo, nel 2007 ha composto le musiche del Un ponte per Terabithia e per l'adattamento cinematografico della serie televisiva Sex and the City. Oltre con Cassavetes, collabora con i registi Tyler Perry ed Anne Fletcher.

## Filmografia
- John Q (John Q., 2001)
- Nata per vincere (Raise Your Voice, 2004)
- The Wendell Baker Story (The Wendell Baker Story, 2004)
- Le pagine della nostra vita (The Notebook, 2005)
- In the Mix - In mezzo ai guai (In the Mix, 2005)
- Alpha Dog (Alpha Dog, 2005)
- Flicka - Uno spirito libero (Flicka, 2005)
- Una parola per un sogno (Akeelah and the Bee, 2005)
- Ti va di ballare? (Take the Lead, 2006)
- Step Up (Step Up, 2006)
- Pride (Pride, 2007)
- Un ponte per Terabithia (Bridge to Terabithia, 2007)
- Tutte pazze per Charlie (Good Luck Chuck, 2007)
- Il club di Jane Austen (The Jane Austen Book Club, 2007)
- Why Did I Get Married (Why Did I Get Married, 2007)
- Mr. Magorium e la bottega delle meraviglie (Mr. Magorium's Wonder Emporium, 2007)
- Martian Child (Martian Child, 2007)
- Step Up 2 - La strada per il successo (Step Up 2 the Streets, 2008)
- Sex and the City (Sex and the City: The Movie, 2008)
- Flash of Genius (Flash of Genius, 2008)
- Meet the Browns (Meet the Browns, 2008)
- Thomas Kinkade's Home for Christmas (Thomas Kinkade's Home for Christmas, 2008)
- The Family That Preys (The Family That Preys, 2008)
- Ricatto d'amore (The Proposal, 2009)
- La custode di mia sorella (My Sister's Keeper, 2009)
- Madea Goes to Jail (Madea Goes to Jail, 2009)
- La dura verità (The Ugly Truth, 2009)
- The Last Song (The Last Song), regia di Julie Anne Robinson (2010)
- Tutte contro lui - The Other Woman (The Other Woman), regia di Nick Cassavetes (2014)
- Wakefield - Nascosto nell'ombra (Wakefield), regia di Robin Swicord (2016)
- Dear Eleanor, regia di Kevin Connolly (2016)
- The Shack, regia di Stuart Hazeldine (2017)
- Nonno questa volta è guerra (The War with Grandpa), regia di Tim Hill (2020)
- A Jazzman's Blues, regia di Tyler Perry (2022)
- God Is a Bullet, regia di Nick Cassavetes (2023)